# Caroline Rhea
Caroline Rhea, född 13 april 1964 i Montréal i Québec, Kanada, är en kanadensisk skådespelerska och ståuppkomiker. Hon var värd för realityshowen "Biggest Loser" säsong 1 och 2. Mest känd är hon för sin roll i serien Sabrina tonårshäxan. Hon har även varit med och spelat poker i Celebrity Poker Showdown.